# Lisa Verbelen
Lisa Verbelen (1988) is een Nederlandse theatermaker. Ze maakt deel uit van het Vlaams-Nederlandse collectief BOG.-collectie.

## Biografie
Lisa Verbelen studeerde aan de Toneelacademie van Maastricht, waar ze in 2011 afstudeerde als performer. Met haar voorstelling MUR stond ze vervolgens onder meer op Theater Aan Zee en Festival Cement. Daarna speelde ze in Collection (2012) van Suze Milius en in Blank (2012) van Stefan Jakiela. In 2012 creëerde ze ook Het Benoemproject, een straatkunstproject in cc Berchem. Met fABULEUS maakte ze de jeugdvoorstelling Snipperdagen (2013). In 2014 behaalde ze een masterdiploma muziektheater bij T.I.M.E., aan het Koninklijk Conservatorium Den Haag.
Het collectief BOG. ontstond toen ze "een voorstelling ging pitchen" op Festival Cement. Ze schreef haar vrienden Sanne Vanderbruggen, Benjamin Moen en Judith De Joode "stiekem mee in". Toen haar voorstel werd goedgekeurd, moesten ze wel samen een voorstelling maken. Dat werd BOG (2013) en daarna beslisten ze om samen als collectief verder te gaan. Dramaturg Roos Euwe en zakelijk leider Anne Baltus behoren sinds de eerste voorstelling ook tot het collectief.
Ze werkte haar afstudeervoorstelling ONE. solo (2014) af onder de BOG.-vlag. Tijdens deze voorstelling wordt een partituur van 90 meter geprojecteerd, waarop een vierstemmig koorstuk staat dat volledig door Verbelen gezongen wordt. "Het begon als een experiment: ik wilde weten hoe het is als het publiek op voorhand al weet wat er gaat gebeuren. Zelf vind ik het bijvoorbeeld ook heel leuk om naar een cd te luisteren en de tekst erbij te nemen", vertelde ze aan de festivalkrant van Het Theaterfestival in 2016.
In 2016 speelde ze mee in de voorstelling Dit gebeurt allemaal tegelijk van Eva Line de Boer.
ALL. (2020) is een co-productie van BOG. & Het Zuidelijk Toneel, waarbij Verbelen in een solo stapsgewijs een muziektheatervoorstelling bouwt. "ALL. is muziektheater van de zuiverste soort." besluit het juryrapport van het Theaterfestival.
Het meerjarig fonds podiumkunsten gaf het collectief BOG. een productiesubsidie van € 200.000 per jaar voor de periode 2021-2024. "De commissie vindt het vakmanschap van BOG. van hoge kwaliteit. Zij vindt dat de makers binnen het collectief individueel hun eigen vakmanschap hebben ontwikkeld" luidt het in het advies van de commissie.

## Voorstellingen
- BOG (2013) - met Sanne Vanderbruggen, Benjamin Moen, Judith De Joode. Productie de Brakke Grond & deBuren[17]
- ONE. solo (2014) - Productie BOG.[18][19]
- Men. de mening herzien (2014) - Regie Roos Euwe. Productie BOG.[20][21]
- DAM (2015) - Regie Roos Euwe. Productie BOG.[22][23]
- OER. Een Oefening (2015) - Regie Roos Euwe. Productie BOG. Co-productie de Brakke Grond, detheatermaker, Het Zuidelijk Toneel[24][25]
- GOD. (2015) - Regie Roos Euwe. Productie BOG.[26][27]
- Talk Show (2017) - Regie Daan Milius. Co-productie deSingel, detheatermaker, Via Zuid[28]
- Kid (2018) - Regie Roos Euwe. Productie BOG. Co-productie Het Zuidelijk Toneel, HETPALEIS[29][30]
- ALL. (2018) - Productie BOG. Co-productie Het Zuidelijk Toneel, de Brakke Grond, deSingel, detheatermaker[31][32][33]
- Iemand die slaapt (2018) - BOG. en Het Zuidelijk Toneel[34][35]

## Onderscheidingen
- BOG. - Jongtheaterprijs van Theater aan Zee 2013. De tekst werd dat jaar geselecteerd voor de Taalunie Toneelschrijfprijs.[36][37]
- ONE. solo - Nominatie BNG Bank Nieuwe Theatermakersprijs 2016.[38]
- One. solo - Best Vocal Design op 35e Fadjr International Theatre Festival Teheran 2017[39]
- Operadagen Rotterdam Award 2018, voor haar bijdrage aan het genre muziektheater.[40]